# Diplehnia caeca
Diplehnia caeca is een platworm (Platyhelminthes). De worm is tweeslachtig. De soort leeft in het zoute water.
Het geslacht Diplehnia, waarin de platworm wordt geplaatst, wordt tot de familie Plehniidae gerekend. De wetenschappelijke naam van de soort werd voor het eerst geldig gepubliceerd in 1953 door Hyman.